# لوئیس مورگان

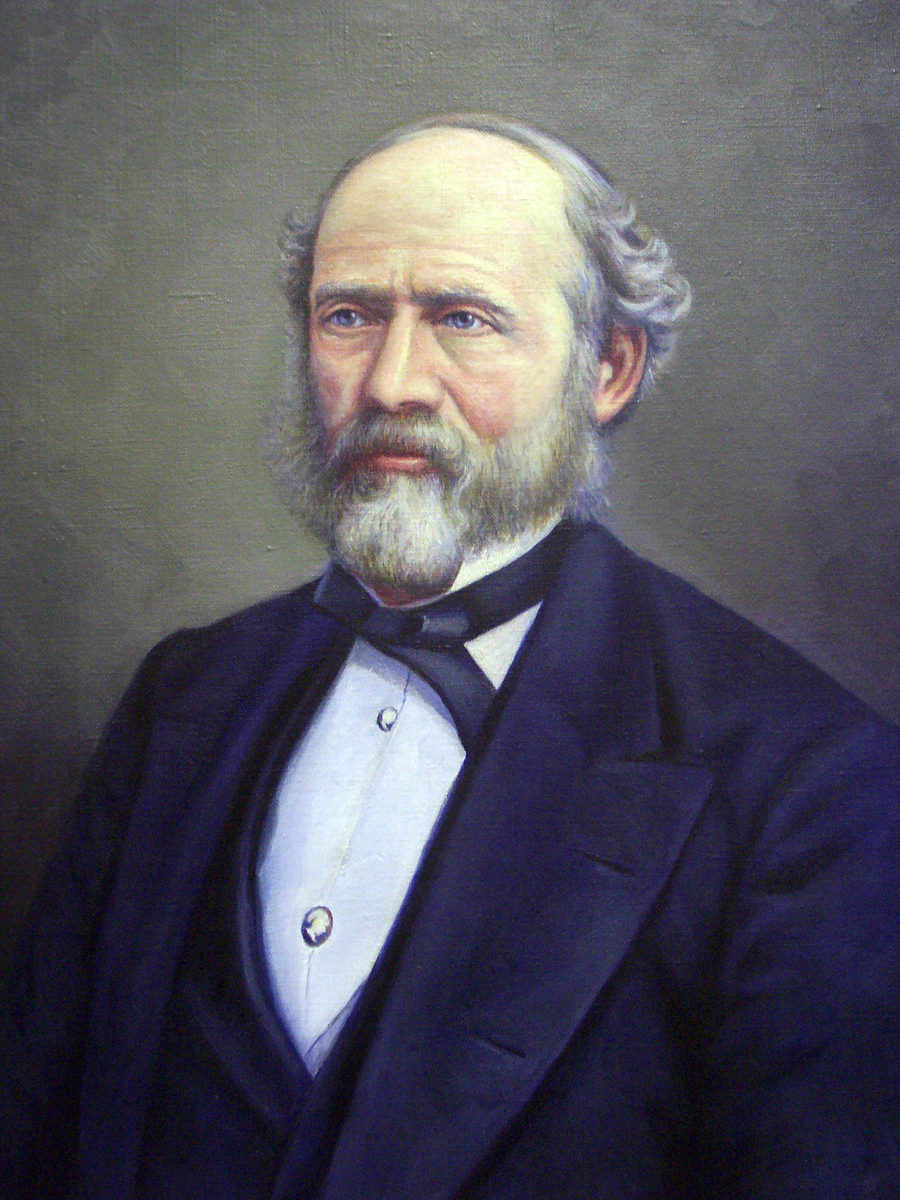

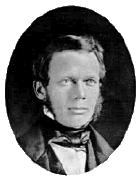

لوئیس هنری مورگان (به انگلیسی: Lewis Henry Morgan) (زاده ۲۱ نوامبر ۱۸۱۸ - درگذشته ۱۷ دسامبر ۱۸۸۱) مردم‌شناس و باستان‌جامعه‌شناس آمریکایی و نویسنده کتاب «جامعه باستان» (این کتاب با ترجمه محسن ثلاثی به فارسی ترجمه و منتشر شده‌است (تهران، انتشارات مؤسسه مطالعات و تحقیقات فرهنگی، ۱۳۷۱).

## شناسنامه
- تولد (۲۱ نوامبر ۱۸۱۸) در یک منطقهٔ روستایی در نیویورک/ اورورا (Aurora)
- وفات (۱۷ دسامبر ۱۸۸۱) در راچستر (Rochester)، نیویورک

## تحصیلات و حرفه
- تحصیلات آکادمیک در رشتهٔ حقوق
- فارغ‌التحصیلی از Union College در سال ۱۸۴۰
- اشتغال به حرفهٔ وکالت در راچستر و اورورا

## حوزهٔ مطالعات و مفاهیم کلیدی نظریات و اندیشهٔ مورگان
- مطالعه کامل مراجع کلاسیک یونان و رم باستان
- مطالعات عمیق و گسترده و ثبت مشاهدات از «ایروکوی‌ها» (Iroquois) اقوام بومی آمریکا، در قالب انسان‌شناسی اضطراری
- ارائهٔ نخستین توصیف و تحلیل نظام مند از نظام خویشاوندی
- رویکرد تطور گرایانه، طرح نظریات تحول و تکامل اجتماعی و فرهنگی، نظریهٔ مراحل تطور اجتماعی (نظریهٔ گذار جوامع انسانی از سه مرحلهٔ توحش، بربریت، تمدن)
- نظریهٔ تکامل فرهنگی او که به توسعهٔ نظریهٔ «سوشال داروینیسم» (Social Darwinism) کمک کرد.

## اطلاعات دیگر
- علاقه به فعالیت در امور سیاسی (نخستین قهرمان مدافع حقوق سیاسی آمریکاییان بومی)
- کار در مجلس سنای نیویورک
- دعوت به عضویت در "انجمن امریکایی ارتقاء دانش"۴ (۱۸۵۶) و انتخاب به سمت ریاست انجمن (۱۸۷۹)
- عضویت در "آکادمی ملی علوم" ۵ (۱۸۷۵)
- ملحق شدن مورگان به یک باشگاه ادبی-اجتماعی، نامگذاری این مجموعه به (Grand Order of Iroquois) و کمک به ارتقای آن در راستای حمایت از علایق ایروکویها

## لوئیس مورگان، پدر انسان‌شناسی مدرن
مورگان که به عنوان یکی از بنیانگذران رویکرد تطوری شناخته می‌شود، مطالعات خود را بر سرخپوستان بومی محل زندگی اش از دههٔ ۱۸۴۰ آغاز کرد. او به ثبت رساندن سنت‌های بومی ایروکویی‌ها را در شرایطی که نفوذ و سلطهٔ استعمارگران اروپایی در حال از بین بردن فرهنگ‌های بومی بود، وظیفهٔ مسلم خود می‌دانست؛ بنابراین به شکل جدی وارد عمل شد و با مطالعات گسترده به شکل تماس مستقیم و زندگی در میان این قوم مطالعاتش را تکمیل نمود. در این مدت، ایروکویی‌ها او را به عضویت یکی از کلان ۶های خود درآورده و به او لقب Tayadaowukuh دادند؛ به معنی کسی که فاصله‌ها را از میان برمی‌دارد، یا کسی که پل می‌سازد (پلی میان بومی‌ها و سفیدپوستان). او به کمک دوست خود Ely S. Parker از قبیله سنکا (Seneca) مطالعاتش بر فرهنگ ایروکوی را کامل کرد و گزارشات خود را از کلیهٔ مشاهداتش در نخستین اثر خود (The League of the Ho-de-no-sau-nee or Iroquois) به ثبت رساند. این اثر جزو نخستین نمونه‌های اتنوگرافی محسوب می‌شود.

## نظام خویشاوندی
چنان‌که پیشتر گفته شد، مورگان بود که برای نخستین بار تحلیل نظام مندی از اشکال خویشاوندی ارائه داد. مورگان متوجه ساختار ویژهٔ نظام خویشاوندی ایروکویی‌ها شد؛ بنابراین در صدد مطالعهٔ بومی‌های ساکن آمریکای شمالی برآمد و در نهایت نتایج مطالعاتش بر نظام خویشاوندی بومی‌ها را در کتاب The Indian Journals) منتشر نمود. او نخستین گونه‌شناسی نظام‌های خویشاوندی را ابداع کرد و با تألیف اثر ماندگار و تأثیرگذار خود «نظام همخونی و وصلت خانوادهٔ انسانی» (۱۸۷۱) «خویشاوندی را یک بار برای همیشه، به سان یک موضوع اصلی انسان‌شناسی تعریف کرد». نکته‌ای که در اینجا قابل توجه است، توجه مورگان به پیوندهای خویشاوندی، به مثابهٔ ستون و پایهٔ اصلی سازمان یافتگی جوامع ابتدایی است؛ و این همان نقطهٔ آغازین ورود به مطالعهٔ تطور اجتماعی بود.
مورگان نشان داد که پیوندهای خویشاوندی، لزوماً نمودار نزدیکی زیست شناختی نیستند، چنان‌که در نزد ایروکوییها کودکان عموی خود را نیز پدر صدا می‌کنند. او به علاوه با توجه به شباهتی که میان نظام‌های خویشاوندی در سرتا سر جهان وجود دارد، به یگانگی منشأ انسانیت اشاره می‌کند.

## نظریات تطورگرایانه
پژوهش‌ها و مطالعات مورگان در مورد ایروکویی‌ها، او را متوجه سؤالات جدیدی در مورد سازمان‌های اجتماعی کرد. او توجه مردم را به این باور جلب کرد که سازمانمندی یونانیان و رمیان باستان مشابه نظام طایفه‌ای (کلانی) قبایل هندی-امریکایی است. تا پیش از دههٔ ۱۸۷۰ مردم طبیعت این نظام را درک نمی‌کردند و تصور می‌کردند که این سازمانمندی صرفاً یک نمود تشریفاتی، مذهبی یا مناسکی دارد یا از برگرفته از اسطوره هاست. آن‌ها چنین نهادهایی را به عنوان واحدهای بنیادین نظام اجتماعی نمی‌شناختند. مورگان نگرش جدید خود را در این حوزهٔ جامعهٔ انسانی و تاریخ روشن ساخت.
مورگان پس از مطالعات طاقت فرسای خود در حوزهٔ یونان و رم باستان به مدت ۴۰ سال، به طرح نظریات تطوری خود در اثر مهمش جامعه باستانی (۱۸۷۷) می‌پردازد. نظریهٔ تکامل اجتماعی که سیر خط تاریخی پیشرفت جوامع انسانی را در سه مرحله نشان می‌دهد: «توحش، بربریت و تمدن». او گذار از هر مرحله به مرحلهٔ بعد را با در نظر داشتن چند مؤلفهٔ شاخص در هر دوره نمودار می‌سازد، مؤلفه‌های فناورانه‌ای که در هر دوره شکل ابزاری برجسته‌ای داشته‌اند: آتش، کمان و سفال در عصر توحش (نمود شکارچی گردآور بودن انسان این عصر)، فلز در عصر بربریت (یا همان انقلاب نوسنگی/ نئولیتیک و نمود گرایش یافتن انسان به کشاورزی، یکجانشینی، و اهلی کردن حیوانات)، و سپس عصر تمدن با تأکید بر اختراع الفبا و نوشتن. او هرج و مرج جنسی را به انسان ابتدایی عصر توحش، مادرسالاری را به دورهٔ بربریت، و پدر سالاری را به عصر تمدن نسبت می‌دهد. در این رویکرد مورگان پیشرفت تکنولوژیک را به عنوان عامل پیشرفت اجتماعی نشان می‌دهد. به علاوه او معتقد بود هر شکل از تغییر اجتماعی نیز، اعم از تغییر در سازمان‌ها، نهادها و ایدئولوژی با تحولات فناورانه آغاز می‌شوند.
سرانجام مورگان در آخرین سال از عمر خود، (۱۸۸۱) آخرین کتابش را (Houses and hose-lives of American aborigines) تألیف می‌کند و در آن با استفاده از شواهدی که عمدتاً از آمریکای شمالی و جنوبی می‌آورد، توضیح می‌دهد که پیشرفت معماری خانه‌ها و بافت فرهنگی آن، از پیشرفت سایر سازمان‌های داخلی جدایی ناپذیر است.